# Minuspio minor
Minuspio minor är en ringmaskart som beskrevs av Fauchald och Hancock 1981. Minuspio minor ingår i släktet Minuspio och familjen Spionidae. Inga underarter finns listade i Catalogue of Life.